# Stifford
Stifford var en civil parish i distriktet Thurrock i grevskapet Essex i England. Orten är belägen 6 km från Tilbury. Parish hade 2 188 invånare år 1931. År 1936 blev den en del av den då nybildade Thurrock. Byn nämndes i Domedagsboken (Domesday Book) år 1086, och kallades då Estinfort/Stiforda/Stifort.